# Вандюк, Юрий Васильевич
Юрий Васильевич Вандюк (укр. Юрій Васильович Вандюк; род. 7 мая 1994, Ковель, Волынская область) — украинский гребец на каноэ, чемпион мира 2021 года, призёр чемпионатов мира и Европы, серебряный призёр II Европейских игр 2019 года. Участник летних Олимпийских игр 2020 года.

## Карьера
На чемпионате мира 2018 года в Португалии Юрий в составе украинской четвёрки завоевал серебро на дистанции 500 метров. В Копенгагене, в 2021 году, на чемпионате мира одержал победу на этой дистанции.
На летних Олимпийских играх в Токио, в 2021 году, принял участие в заездах каноэ-одиночках и двойках на 1000 метров. В одиночках квалифицировался в финал В и занял итоговое пятнадцатое место.
В Самарканде, на чемпионате мира 2024 года, который состоялся сразу же после Олимпийских игр, Вандюк в каноэ-двойках на дистанции 1000 метров завоевал бронзовую медаль.